# 玫瑰帝國
玫瑰帝國（日语：ローズキングダム），是日本純種競賽馬匹。生涯活躍於一哩至中距離賽事，曾勝出2009年朝日盃未來錦標及2010年日本盃。

## 出賽前
2007年5月10日出生於北海道安平町北部牧場，成長途中於一口馬主俱樂部Sunday Racing Co. Ltd.進行馬主募集。
其後交由栗東訓練中心練馬師橋口弘次郎訓練。

## 競賽生涯

### 2歲
2009年10月25日出戰京都競馬場2歲新馬戰，比賽初段保持於第四左右的位置下於第四彎道衝出，進入直路後繼續加速下成功擺脫後方追擊的比薩勝駒，最終以3/4馬位優勢取得首勝。
11月21以東京體育盃兩歲錦標作爲目標，比賽途中一直保持良好節奏於先頭位置推進，進入直路後繼續衝刺於前方奔跑。直路中段，縱然後方的Tosen Phantom以凌厲姿態殺上並和其展開激烈的纏鬥，其仍然可以頂住壓力以頭位率先透出，贏得首個分級賽冠軍。
其後原定出戰日經電台盃兩歲錦標，但此時廄侶北歐神劍因骨折無法出戰朝日盃未來錦標，因而於陣營商討後決定排出玫瑰帝國作爲替代。比賽開始後，其無視前方Battle Schliemann的領放於中團位置推進，並於比賽途中逐步抽出外檔的有利位置。進入直路後，其於望空的狀態一邊加速一邊閃入中檔的位置，取得領先後繼續加速以抵擋榮進神駒的挑戰，最終成功阻止對手以1 1/2馬位優勢取得首個一級賽冠軍。
年末，由於其勝出一級賽，因而於評選中以近乎全票的285票當選最佳2歲雄馬。

### 3歲
2010年3月21日出戰春季錦標作爲年度首戰，比賽初段選擇於中團位置推進，進入直路後雖然嘗試加速並於最後100米在內欄位置不斷縮窄差距，但仍然不敵Aliseo及Gestalt取得第三。
3月25日出戰皋月賞，賽前僅次於彌生賞冠軍比薩勝駒取得第二人氣。比賽開始後，其保持穩定節奏於中團約莫第八的位置展開推進，進入直路後雖然於內欄成功衝出並逐步迫近前方的比薩勝駒，但於其後稍微力弱下不但無法追上對手，還被外檔來襲的萬千寵愛及榮進閃耀超越，最終以第四完賽。
其後雖然於5月25日被碎石挫傷，但陣營觀測其狀況後確認其並無大礙，因而安排其繼續出戰東京優駿（日本打吡）。比賽開始後，其繼續採用居中戰術保持穩定的節奏推進，並於通過第三彎道時開始發力，於第四彎道時進佔較前的位置。進入直路後，其於所在位置衝出並一度取得領先，可惜其後隨即被外檔衝出、跑出全場最快末腳的榮進閃耀超越，最終以頸位差距憾負得第二。
入秋後出戰神戶新聞盃，改由武豐策騎。比賽開始後，其重拾出賽初期的先行戰術於第四的位置保持節奏行進，並於進入直路後發揮優勢的末腳速度，成功以以頸位優勢壓贏榮進閃耀，以復仇的姿態取得冠軍。
其後按照計劃出席菊花賞，由於本次比賽皋月賞馬比薩勝駒及打吡馬榮進閃耀雙雙缺席，玫瑰帝國成爲第一人氣的大熱。比賽開始後，其繼續以一貫的戰術於初段保持節奏，進入直路於中團位置一舉加速衝出，可惜仍然無法威脅前方一直領先的第七人氣伏兵Big Week，最終以被拉開1 1/4馬位落敗。
完成菊花賞後出戰陣營安排其出戰日本盃，賽前落後迷人景致、中山慶典及飛毛駒取得第四人氣。比賽開始後，玫瑰帝國和中山慶典處於先頭位置推進，迷人景致選擇中團靠後位置，而飛毛駒則於隊伍最後方追走。進入直路後，其展現優秀的速度不斷加速，雖然受到迷人景致內閃斜行的影響而無法追上對手，但仍然可以超越前方的比薩勝駒以第二名衝線。然而所有賽駒衝線過後結果並未宣佈，而是進入審議階段。最終經過長達30分鐘的審議後，賽會認爲迷人景致於直路的內閃行爲對玫瑰帝國組成阻礙，決定判處迷人景致貶至第二名的處分，因而玫瑰帝國得以遞補上首名，奪得生涯第二個一級賽冠軍。

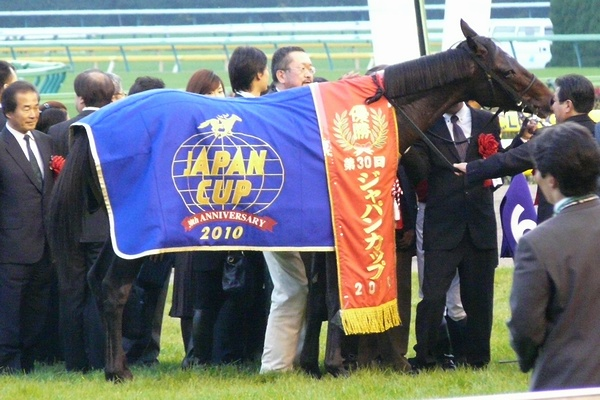
日本盃頒獎儀式

其後出戰最大目標有馬紀念，然而於開賽前兩天出現腹絞痛症狀，最終於陣營考慮下決定退賽。

### 4歲
2011年年初出戰日經新春盃，雖然比賽途中以優勢的節奏把控處於中團位置，但進入直路後受限於較58公斤的頂磅而無法進一步加速，最終不敵同期的統治地位及萬千寵愛取得第三。
由於在日經新春盃的失利，陣營果斷放棄遠征阿聯酋的計劃，決定專注國內賽事並安排其出戰日經賞，然而再度未能最大程度加速下落後邁向輝煌及飛毛駒以第三完賽。
其後出戰春季天皇賞，但於直路未能展現加速力下以第十一大敗，6月出戰寶塚紀念亦僅獲第四。
放草過後於10月9日出戰京都大賞典，比賽初段於先頭位置推進下成功在直路超越領放的貓之拳取得領先，其後亦可抵擋霹靂戰駒的衝刺率先衝線，最終以1 1/4馬位優勢奪得暌違10個月的勝利。

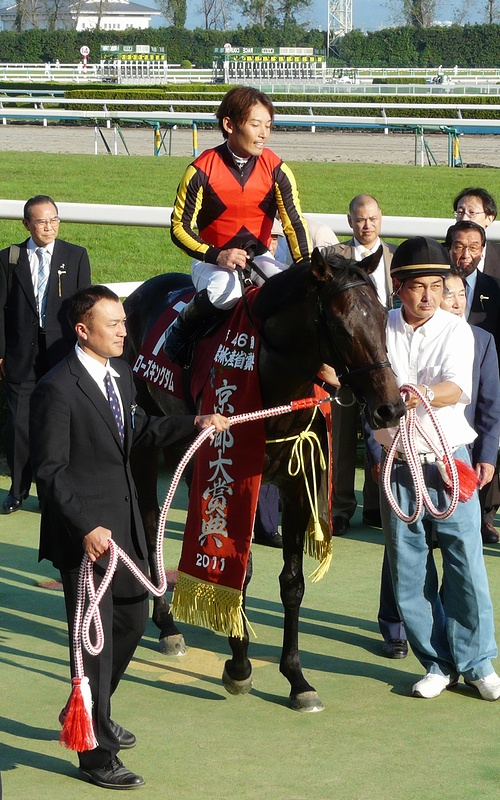
京都大賞典頒獎儀式

然而其後於秋季的一級賽展現表現不佳，出戰秋季天皇賞、日本盃及有馬紀念分別以第十、第九及第十二大敗。

### 5歲
2012年首戰爲產經大阪盃，於其中表現不過不失下以入板的第四完賽。
然而年間餘下賽事仍然受低潮困擾無法跑出優秀戰績，僅有京都大賞典一場可以以第六的戰績跑入十名之外，其餘賽事均獲得雙位數的戰績。

### 6歲
2013年繼續現役，本年度僅出戰產經大阪盃及新潟大賞典，分別以第十二及第十一大敗。
完成新潟大賞典後進入放草，於陣營認爲其不適合繼續出戰賽事下決定在6月5日安排其退役，同時取消日本中央競馬會的賽駒註冊。

### 競賽生涯
| 日期       | 舉辦國家 | 馬場 | 距離   | 級別   | 賽事名稱           | 負重 | 騎師     | 馬號 | 出馬 | 名次 | 時間   | 頭馬（二馬）      |
| ---------- | -------- | ---- | ------ | ------ | ------------------ | ---- | -------- | ---- | ---- | ---- | ------ | ----------------- |
| 25/10/2009 | 日本     | 京都 | 草1800 |        | 2歲新馬            | 55   | 小牧太   | 1    | 11   | 1    | 1:48.9 | （比薩勝駒）      |
| 21/11/2009 | 日本     | 東京 | 草1800 | JpnIII | 東京體育盃兩歲錦標 | 55   | 小牧太   | 14   | 17   | 1    | 1:48.2 | （Tosen Phantom） |
| 20/12/2009 | 日本     | 中山 | 草1600 | JpnI   | 朝日盃未來錦標     | 55   | 小牧太   | 8    | 16   | 1    | 1:34.0 | （榮進神駒）      |
| 21/3/2010  | 日本     | 中山 | 草1800 | GII    | 春季錦標           | 56   | 小牧太   | 3    | 15   | 3    | 1:48.4 | Aliseo            |
| 18/4/2010  | 日本     | 中山 | 草2000 | GI     | 皋月賞             | 57   | 小牧太   | 5    | 18   | 4    | 2:01.0 | 比薩勝駒          |
| 30/5/2010  | 日本     | 東京 | 草2400 | GI     | 東京優駿           | 57   | 後藤浩輝 | 8    | 17   | 2    | 2:26.9 | 榮進閃耀          |
| 26/9/2010  | 日本     | 阪神 | 草2400 | GII    | 神戶新聞盃         | 56   | 武豐     | 3    | 12   | 1    | 2:25.9 | （榮進閃耀）      |
| 24/10/2010 | 日本     | 京都 | 草3000 | GI     | 菊花賞             | 57   | 武豐     | 10   | 18   | 2    | 3:06.3 | Big Week          |
| 28/11/2010 | 日本     | 東京 | 草2400 | GI     | 日本盃             | 55   | 武豐     | 6    | 18   | 1    | 2:25.2 | （迷人景致）      |
| 26/12/2010 | 日本     | 中山 | 草2500 | GI     | 有馬紀念           | 55   | 武豐     | 6    | 16   | 退賽 | 退賽   | 比薩勝駒          |
| 16/1/2011  | 日本     | 京都 | 草2400 | GII    | 日經新春盃         | 58   | 武豐     | 5    | 13   | 3    | 2:24.9 | 統治地位          |
| 2/4/2011   | 日本     | 阪神 | 草2400 | GII    | 日經賞             | 59   | 武豐     | 9    | 10   | 3    | 2:25.9 | 邁向輝煌          |
| 1/5/2011   | 日本     | 京都 | 草3200 | GI     | 春季天皇賞         | 58   | 武豐     | 4    | 18   | 11   | 3:22.0 | 萬千寵愛          |
| 26/6/2011  | 日本     | 阪神 | 草2200 | GI     | 寶塚紀念           | 58   | 韋紀力   | 9    | 16   | 4    | 2:10.4 | 熱誠真摯          |
| 9/10/2011  | 日本     | 京都 | 草2400 | GII    | 京都大賞典         | 59   | 後藤浩輝 | 7    | 8    | 1    | 2:24.1 | （霹靂戰駒）      |
| 30/10/2011 | 日本     | 東京 | 草2000 | GI     | 秋季天皇賞         | 58   | 曼迪沙寶 | 11   | 18   | 10   | 1:57.5 | 東瀛佐敦          |
| 27/11/2011 | 日本     | 東京 | 草2400 | GI     | 日本盃             | 57   | 曼迪沙寶 | 3    | 16   | 9    | 2:25.0 | 迷人景致          |
| 25/12/2011 | 日本     | 中山 | 草2500 | GI     | 有馬紀念           | 57   | 後藤浩輝 | 8    | 13   | 12   | 2:37.1 | 黃金巨匠          |
| 1/4/2012   | 日本     | 阪神 | 草2000 | GII    | 產經大阪盃         | 57   | 後藤浩輝 | 8    | 12   | 4    | 2:05.9 | 湘南聲威          |
| 29/4/2012  | 日本     | 京都 | 草3200 | GI     | 春季天皇賞         | 58   | 後藤浩輝 | 14   | 18   | 15   | 3:15.9 | 霹靂戰駒          |
| 3/6/2012   | 日本     | 東京 | 草1600 | GI     | 安田紀念           | 58   | 武豐     | 16   | 18   | 13   | 1:32.2 | 強勁回報          |
| 8/10/2012  | 日本     | 京都 | 草2400 | GII    | 京都大賞典         | 57   | 小牧太   | 8    | 13   | 6    | 2:23.6 | 名將關白          |
| 25/11/2012 | 日本     | 東京 | 草2400 | GI     | 日本盃             | 57   | 武豐     | 12   | 17   | 16   | 2:25.4 | 貴婦人            |
| 23/12/2012 | 日本     | 中山 | 草2500 | GI     | 有馬紀念           | 57   | 岩田康誠 | 1    | 16   | 12   | 2:33.6 | 黃金船            |
| 31/3/2013  | 日本     | 阪神 | 草2000 | GII    | 產經大阪盃         | 57   | 川田將雅 | 13   | 14   | 12   | 2:00.2 | 黃金巨匠          |
| 5/5/2013   | 日本     | 新潟 | 草2000 | GIII   | 新潟大賞典         | 58   | 松田大作 | 9    | 16   | 11   | 1:58.2 | Passion Dance     |

## 退役後
退役後，玫瑰帝國成爲了配種馬，於北海道日高町育馬者Stallion Station休養，在2014年進行配種，首批子嗣於2015年出生。首批子嗣可於2017年出賽。2024年9月14日﹐Saperavi在阪神跳欄錦標取勝﹐成為首匹勝出跳欄分級賽的子嗣。
2018年，由於受到頭部撞擊的事故影響身體出現麻痹，因而由配種馬退役並前往同町的凡爾賽牧場以功勞馬身份進行養老生活。
2019年9月15日，凡爾賽牧場的職員發現其被不明人士剪去毛髮，同樣被害的有於同牧場養老的大樹快車、於同町日西牧場養老的琵琶晨光及於北海道浦河町浦河優駿度假村AERU養老的勝利獎券。此大規模惡意事件發生後隨即引起相關人士及日本社會的關注，導致衆多牧場及馬房改革參觀時的規矩，如其所在的凡爾賽牧場收緊了參觀者的資格，而琵琶晨光所在的日西牧場更於其後直接拒絕開放給予外來人士。

### 主要子嗣

#### 分級賽優勝子嗣
2017年生
- Saperavi（阪神跳欄錦標）

## 血統簡介
父系夏威夷王爲日本賽駒，生涯戰績極爲優秀，僅得一戰未能獲勝，曾勝出一級賽NHK一哩賽及東京優駿（日本打吡），爲日本史上首匹贏得變則二冠的賽駒。祖父金滿寶爲美國生產的法國賽駒，曾三勝一級賽，亦爲近代著名種馬之一。
母系美少女爲日本賽駒，生涯戰績不俗，曾勝出二級賽雌馬賽，亦於優駿牝馬（日本橡樹大賽）、秋華賞及女皇伊利沙伯二世盃取得亞軍，血統亦極爲優秀，出自日本名門雌系「薔薇一族」。外祖父週日寧靜是美國三冠賽雙冠馬，退役後在日本配種，在日本馬壇相當成功，贏得多項分級賽事，其子嗣贏得巨額獎金，連續12年成為日本冠軍種馬。

### 血統表
| 父線：金滿寶系（淘金者系）                   |                          |                 |                 |
| 種馬 夏威夷王 2001年（棗色）                 | 金滿寶 1990年（棗色）    | 淘金者          | Raise a Native  |
| 種馬 夏威夷王 2001年（棗色）                 | 金滿寶 1990年（棗色）    | 淘金者          | Gold Digger     |
| 種馬 夏威夷王 2001年（棗色）                 | 金滿寶 1990年（棗色）    | Miesque         | 雷利耶夫        |
| 種馬 夏威夷王 2001年（棗色）                 | 金滿寶 1990年（棗色）    | Miesque         | Pasadoble       |
| 種馬 夏威夷王 2001年（棗色）                 | Manfath 1991年（深棗色） | 最後大官        | Try My Best     |
| 種馬 夏威夷王 2001年（棗色）                 | Manfath 1991年（深棗色） | 最後大官        | Mill Princess   |
| 種馬 夏威夷王 2001年（棗色）                 | Manfath 1991年（深棗色） | Pilot Bird      | Blakeney        |
| 種馬 夏威夷王 2001年（棗色）                 | Manfath 1991年（深棗色） | Pilot Bird      | The Dancer      |
| 繁殖雌馬 美少女                              | 週日寧靜 1986年（棕色）  | Halo            | Hail to Reason  |
| 繁殖雌馬 美少女                              | 週日寧靜 1986年（棕色）  | Halo            | Cosmah          |
| 繁殖雌馬 美少女                              | 週日寧靜 1986年（棕色）  | Wishing Well    | Understanding   |
| 繁殖雌馬 美少女                              | 週日寧靜 1986年（棕色）  | Wishing Well    | Mountain Flower |
| 繁殖雌馬 美少女                              | Rose Colour 1993（棗色） | Shirley Heights | 水車礁石        |
| 繁殖雌馬 美少女                              | Rose Colour 1993（棗色） | Shirley Heights | Hardiemma       |
| 繁殖雌馬 美少女                              | Rose Colour 1993（棗色） | Rosa Nay        | 利法爾          |
| 繁殖雌馬 美少女                              | Rose Colour 1993（棗色） | Rosa Nay        | Riviere Doree   |
| 雌系：Rosa Nay系（號族：1-w）                |                          |                 |                 |
| 五代內近親交配：水車礁石 5×4、北地舞人 5×5×5 |                          |                 |                 |

## 命名由來
名字中，Rose（ローズ）即是「玫瑰」，繼承自母系美少女（原文是Rosebud）的名字，Kingdom（キングダム）意思就是王國，香港則翻譯为「帝國」。

## 外部連結
- 玫瑰帝國 netkeiba.com （页面存档备份，存于）
- 血統表 （页面存档备份，存于）